# حليب استريا
حليب استريا هو سلالة من الأغنام المحلية موطنها مناطق إستريا وكارست في كرواتيا .  يستخدم حليب استريا بشكل أساسي في الحليب، والذي يستخدم أساسًا في صناعة الجبن.  اليوم، هو المهددة بالانقراض. 

## التاريخ
غنم حليب استريا هو موطن شبه جزيرة استريا في كرواتيا ومنطقة كارست في كرواتيا وسلوفينيا وإيطاليا .  من المحتمل أن تكون السلالة قد نشأت من الأغنام الأصلية التي يتم عبورها مع سلالات أبوليان والسورية خلال العصر الروماني، وسلالات البلقان في القرن السابع عشر.  كان حليب استريا تقليديًا يتم تربيته عن طريق الشفث،  مع رعي قطعان مهاجرة في سنينيك في الصيف، وفريمسيتشا في الخريف وإستريا وفريولي خلال أشهر الشتاء. 
ومع ذلك، فإن الانقسام السياسي الأخير قد حظر رعي الميتة في النطاق التقليدي لملك استريا. وقد تسبب هذا في تقسيم السلالة إلى ثلاث مجموعات منعزلة: واحدة في كرواتيا، واحدة في سلوفينيا، واحدة في إيطاليا.  اليوم، تربى في المقام الأول في قطعان دائمة أو شبه دائمة.  على الرغم من وجود بعض الاختلافات في خصائصها، يوجد اختلاف جيني ضئيل في هذه المجموعات السكانية اليوم. 

## مميزات
يحتوي حليب استريا على إطار كبير وأرجل طويلة وقوية. يزن الكباش حوالي 95 كجم وله قرون حلزونية كبيرة، بينما تزن النعاج حوالي 60-75 كجم ويتم استطلاعها عادة.  عادةً ما يكون لونها أبيضًا مع بني داكن من بقع سوداء،  على الرغم من وجود بعض الحيوانات المظلمة بشكل أساسي أيضًا.  بإمكان النعاج أن يتكاثر في عمر سنتين، في حين أن الكباش يمكن أن تتكاثر في عام واحد. يبلغ متوسط حجم فضلات استريا ميلك حوالي 1.21 حمل. 
يُعرف حليب غنم حليب استريا بأنه يحتوي على نسبة عالية من الدهون والبروتين. حليبهم يبلغ متوسط نسبة الدهون فيه 9 ٪ ومحتوى البروتين 6.4 ٪، على الرغم من أن بعض الأغنام الفردية يمكن أن تنتج الحليب مع 13 ٪ من الدهون و 7 ٪ من البروتين.  عادة، تنتج حليب استريا من حليب 100-150 كجم من الحليب لكل حليب،  على الرغم من أن الدراسات قد وجدت أن حليب حليب استريا الكرواتي ينتج أكثر من ذلك بكثير، حيث يبلغ متوسطه 205 كجم من الحليب لكل حليب.  كانت هناك محاولات لعبور حليب استريا مع الفريزيان الشرقية من أجل زيادة إنتاج الحليب. 

## الاستخدامات
كما يشير اسمها، حليب استريا هو في المقام الأول من سلالات الألبان. ومع ذلك، يتم الاحتفاظ به للحوم والصوف كذلك.  يستخدم الحليب بشكل أساسي لصنع الجبن.  حليبهم مناسب تمامًا للجبن بسبب تكاثر السلالة مع موائلها الطبيعية، خاصة النباتات المتاحة للرعي. يستخدم لبنهم تقليديًا في جبن استريا ، وهو جبن كرواتي تقليدي نشأ في شبه جزيرة استريا.  ومع ذلك، يتم إنتاج العديد من الجبن الأخرى من الحليب، كذلك. 
حليب استريا يربى أحيانًا حصريًا للحوم الضأن.  يتم ذبح الحملان عادة في عمر 5-6 أسابيع ووزن من 12 إلى 25 كجم. لديهم متوسط نسبة خلع الملابس من 45.9 ٪.  نظرًا لصغر حجم السكان والمشاكل المتعلقة بالحيوانات المفترسة، لا توجد حملات حليب استريا عادة للبيع في سلوفينيا. 

## حالة الحفظ
اليوم، غنم حليب استريا مهدد بالانقراض.  يشمل العدد التقديري المتبقي من السكان حوالي 2743 في كرواتيا، ونحو 1020 في سلوفينيا، وحوالي 1000 في إيطاليا.  في إيطاليا، كانت السلالة مهددة بشكل خاص بسبب الانهيار العام لتربية الأغنام في مرتفعات كارست بعد الحرب العالمية الثانية، والتي انخفضت عدد حليب استريا في إيطاليا إلى حوالي 250 في عام 1983 ، أي أقل من حوالي 1000 في أوائل الستينيات.  اليوم، ومع ذلك، هناك برامج الحفظ المعمول بها في جميع البلدان الثلاثة مع سكان حليب استريا.  